# کیریاس جول (نیویورک)
کیریاس جول (قیریاس یوئل) دهکده‌ای در شهر مونروی شهرستان اورنج در ایالت نیویورک آمریکا ست. اکثریت اعظم ساکنان اش یهودیان حسیدی اند.
ییدی زبان اول بیشتر ساکنان دهکده است. این دهکده بالاترین آمار فقر در امریکا را دارد.

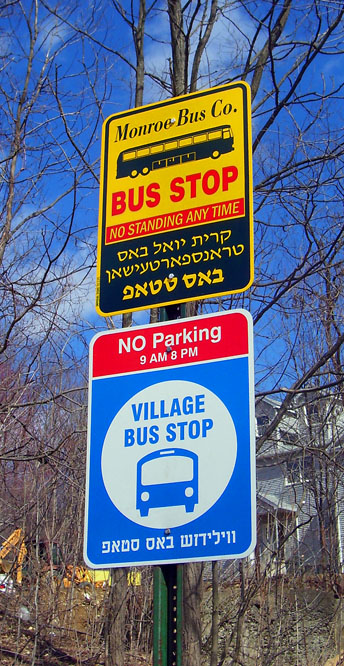
ایستگاه اتوبوسی در کیریاس جول با زبانهای انگلیسی و ییدی

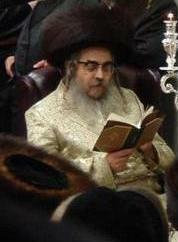
خاخام اعظم ارن تایتلبام در حال جشن حنوکا در کیریاس جول